# ТЕС Ванакборі
Теплова електростанція Ванакборі — вугільна електростанція у Махісаґарському районі штату Ґуджарат, Індія. Вона розташована на березі річки Махі. Тут знаходиться вісім енергоблоків, сім потужністю по 210 МВт і один потужністю 800 МВт. Встановлена потужність — 2,270 МВт.
| Етап   | Номер одиниці | Встановлена потужність (МВт) | Дата введення у дію | Стан    |
| ------ | ------------- | ---------------------------- | ------------------- | ------- |
| I етап | 1             | 210                          | Березень 1982       | Дійсний |
| I етап | 2             | 210                          | Січень 1983         | Дійсний |
| I етап | 3             | 210                          | Березень 1984       | Дійсний |
| 2 етап | 4             | 210                          | Березень 1986       | Дійсний |
| 2 етап | 5             | 210                          | Вересень 1986       | Дійсний |
| 2 етап | 6             | 210                          | Листопад 1987       | Дійсний |
| 3 етап | 7             | 210                          | Грудень 1998        | Дійсний |
| 4 етап | 8             | 800                          | Жовтень 2019        | Дійсний |